# 10003 Caryhuang
10003 Caryhuang este o planetă minoră (asteroid), cu un diametru de 3,457 km, din centura de asteroizi. A fost descoperită pe 26 octombrie 1971 la Observatorul din Hamburg de Luboš Kohoutek. 
Obiectul prezintă o orbită caracterizată de o semiaxă mare de 2,2122404714433 UAi, o excentricitate de 0,12897347389946, o înclinație de 1,5769465662183 ° în raport cu ecliptica.